# Світ не створений
«Світ не створений» — другий роман українського письменника Мирослава Лаюка, автора роману «Баборня». Уперше опублікований в Україні 2018 року у «Видавництві Старого Лева».

### Опис
У романі, ніби в колючий дріт, з'єднано кілька історій. Він виводить з темного лабіринту, породженого питанням: «Усе — навіщо?» Серед розкиданих у часі ліній — і мистецький проект, який змушує здійснити одіссею від ромських таборів до чорнобильської зони й глибин пам'яті, образи та прощення. Тут і з'ява в Карпатах дивного світла, через яке скисає все молоко й наростає відчуття апокаліпсису. Тут і розмова з Махном про недостиглі волоські горіхи, а також її продовження біля руїн промзони в Лисичанську. Так само це історія кохання, що розпросторюється на Париж і Східну Європу — від революційного Києва до степів, наповнених вогнем, волею і смертю. Дехто з героїв добирається майже до кінця, доки через дріт не проходить струм і не відкидає у первісний хаос. Однак є й ті, хто знаходять своє осяяння, з якого постає новий світ. Читач може опинитися разом з першими чи другими.

### Відгуки
Ганна Улюра визначає «Світ не створений» так: «Головний принцип „Світу“: руйнація може бути сотворінням, а зрештою ним і стає. В подібному творі розказати від кінця до початку одну історію неможливо в принципі.»
Сам Лаюк на презентації роману у рамках Львівського міжнародного літературного фестивалю каже, що «Світ не створений» — роман про творення в усіх сенсах — від творення людини до творення держави.
Андрій Мартиненко в рецензії для ЛітАкценту пише: «Тож перше, що впадає в око при читанні „Світу не створеного“, — це те, наскільки вивірено побудовано сам текст як структуру: майже ніде не провисаючи, він викликає в голові такий простий і часто вживаний, але від того не менш влучний епітет „стрункий“»
Тетяна Петренко для Читомо пише: «Передовсім у „Світі не створеному“ перед читачами постає панорама безблагодатного пошматованого українського всесвіту, згадки про який Інна намагалася витіснити півжиття. Перед від'їздом вона вчинила ритуальний погром у старому санаторії, бо їй потрібно було здихатись минулого й символічно розчистити простір для власного життя. Як каже сама Інна, далі вона систематично забувала свій дім, в якому з нею не сталось нічого хорошого»